# Steve Saunders
Steve Saunders   (Cheltenham, 3 de desembre de 1964) és un antic pilot professional de trial anglès. Durant la dècada del 1980 i començaments de la del 1990 va ser un dels màxims aspirants al títol de campió del món i, per bé que mai no el va aconseguir, va ser-ne subcampió l'any 1986. Al llarg de la seva carrera va obtenir molts altres èxits, entre ells quatre victòries seguides als Sis Dies d'Escòcia (1988-1991), deu campionats britànics seguits (1983-1992) i nou victòries al prestigiós British Experts Trial entre 1982 i 1993.

## Biografia
Nascut a l'hospital central de Cheltenham, Steve Saunders es va criar a Seven Springs, un vilatge de la propera parròquia de Coberley on residien els seus pares, un matrimoni de classe treballadora. El pare, bon amic de John Draper (qui vivia ben a prop seu), era un gran aficionat al motocròs i al trial, esport del qual en va ser campió del West Centre. Steve heretà la passió del seu pare i va aprendre a conduir motocicletes de ben petit. Aviat va començar a practicar el trial pels voltants de casa seva, situada en plena natura, amb les motos que li anaven comprant a mesura que creixia (des d'una Mobylette de 50 cc fins a una Fantic 125, passant per una Bultaco 100 i una Yamaha TY 175). Cap a 1974, a nou anys d'edat, va començar a competir en trials infantils i el 1976, a onze, va disputar el seu primer campionat britànic per a schoolboys. Gràcies als seus èxits en competició va obtenir el suport oficial de Comerfords, l'importador de Bultaco al Regne Unit.
Entre 1977 i 1981 va dominar els campionats de schoolboys amb les Bultaco i el 1982, després d'haver-ne guanyat cinc títols consecutius, va pujar a la categoria superior. Aquell primer any al campionat per a adults va debutar-hi amb empenta: a la primera prova de la temporada, el Colmore Cup Trial (disputat el febrer ben a prop de casa seva), va quedar segon a pocs punts d'Yrjö Vesterinen. Allò que prometia ser una temporada d'èxits es va estroncar poc després a causa de l'accident que patí a començaments de març mentre conduïa una motocicleta de carretera, en què es fracturà el canell. A l'estiu, un cop recuperat, va tornar a les competicions i a l'octubre va guanyar el seu primer British Experts Trial amb la Bultaco Sherpa T. A només 17 anys, Saunders va esdevenir el pilot més jove a haver guanyat mai aquesta prova (el rècord anterior el tenia Bill Wilkinson, guanyador el 1960 a 19 anys).
De cara a la temporada del 1983 va fitxar per Armstrong, fabricant que produïa motocicletes de trial equipades amb els motors de dos temps italians Hiro. Amb l'Amstrong, Saunders va encadenar els seus dos primers campionats britànics i la temporada de 1984 va obtenir el seu primer podi al mundial en quedar tercer a la prova d'Irlanda del Nord, disputada el març a Newtownards.
La temporada de 1985 va entrar a l'equip de fàbrica d'Honda com a segon pilot oficial, al costat del campió Eddy Lejeune. Amb el prototip d'Honda RTL 250 equipat amb mono-amortidor posterior, aquell any mateix va esdevenir el primer a guanyar el campionat britànic amb una motocicleta equipada amb aquesta mena de suspensió i va obtenir els seus primers èxits al mundial (l'acabà en la tercera posició final i hi va obtenir la seva primera victòria en guanyar la prova d'Alemanya, disputada el setembre a Großheubach). El 1986 va guanyar el concurs televisiu de trial Kick Start, emès per la BBC, i va ser subcampió del món amb l'Honda darrere del pilot de Fantic Thierry Michaud. La temporada següent, Saunders va tornar a canviar de marca i va fitxar justament per Fantic, on va ser company del campió Michaud. L'anglès va romandre tres anys a l'equip de la marca italiana on, entre els seus màxims assoliments, va obtenir les seves dues primeres victòries als Sis Dies d'Escòcia els anys 1988 i 1989.
El 1990, Steve Saunders va passar a pilotar una Beta, amb la qual no va destacar especialment al mundial però va obtenir dues victòries més als Sis Dies d'Escòcia (1990-1991). El 1992 va disputar el seu darrer mundial amb una Aprilia i tot seguit va passar a Gas Gas, amb la qual va obtenir la seva novena victòria al British Experts Trial el 1993 I dos subcampionats britànics seguits (1993-1994).

### Retirada
Steve Saunders va seguir competint habitualment al Regne Unit fins que al voltant de 1999, quan tenia vora 35 anys i en feia 26 del seu debut, es va retirar definitivament de les competicions. Actualment segueix participant esporàdicament com a aficionat en proves de trial locals i contribueix a difondre aquest esport arreu del país des de la seva escola de trial, la Steve Saunders Trial School. Té també una empresa de recanvis i equipaments de trial, la Saunders Extreme Sports (SXS) i és l'importador en exclusiva al Regne Unit de TRRS (des del 2011 fins a l'aparició d'aquesta marca ho fou també de Jotagas).
Casat amb la Sarah des de 1988, el matrimoni viu a Cheltenham i té dos fills (Izzy i James) que també practiquen el trial des de petits.

## Palmarès

### Categories infantils
- 5 Campionats Schoolboys:[4]
  - 2 en categoria Júnior Classe B (d'11 a 14 anys): 1977-1978
  - 3 en categoria Júnior Classe A (de 14 a 17 anys): 1979-1981

### Competicions per a adults
| Any             | Motocicleta     | Campionat del Món | Campionat britànic | SSDT | British Experts |
| --------------- | --------------- | ----------------- | ------------------ | ---- | --------------- |
| 1982            | Bultaco         | -                 | ?                  |      | 1r              |
| 1983            | Armstrong       | 24è               | 1r                 |      | 2n              |
| 1984            | Armstrong       | 6è                | 1r                 | 3r   | 1r              |
| 1985            | Honda           | 3r                | 1r                 | 2n   | 1r              |
| 1986            | Honda           | 2n                | 1r                 | 2n   | 1r              |
| 1987            | Fantic          | 4t                | 1r                 | 2n   | 1r              |
| 1988            | Fantic          | 4t                | 1r                 | 1r   | 1r              |
| 1989            | Fantic          | 5è                | 1r                 | 1r   | 1r              |
| 1990            | Fantic/Beta     | 11è               | 1r                 | 1r   | 1r              |
| 1991            | Beta            | 18è               | 1r                 | 1r   |                 |
| 1992            | Aprilia         | 21è               | 1r                 |      |                 |
| 1993            | Gas Gas         | -                 | 2n                 | 2n   | 1r              |
| 1994            | Gas Gas         | -                 | 2n                 |      | ?               |
| Total victòries | Total victòries |                   |                    | 4    | 9               |
| Total títols    | Total títols    | 0                 | 10                 | -    | -               |

1. ↑  Al total de títols s'hi compten tots els campionats estatals o internacionals guanyats.

## Obra publicada
- Saunders, Steve. On Trial. A Complete Guide to the Sport of Motorcycle Trials (en anglès), 2014.